# Luqman
Luqman, detto Luqman il saggio o Luqman al-Hakim; in arabo لقمان‎? (... – ...), è stato un uomo saggio di cui parla la sura XXXI del Corano (in arabo سورة لقمان‎?).
La letteratura araba e quella persiana hanno elaborato diversi racconti circa la sua identità.

## Nel Corano
Il racconto del Corano indica che Luqman avrebbe istruito suo figlio con consigli morali e religiosi, ammonendolo di evitare il politeismo e adorare soltanto Dio/Allah, di essere modesto ed evitare l'arroganza. Il testo coranico lo qualifica come uomo saggio, cui Dio ha fatto dono della sapienza, benché non lo definisca come un profeta inviato da Dio.

## La tradizione islamica
Secondo l'interpretazione dello studioso Ibn Kathir, Luqman sarebbe uno schiavo originario della Nubia o dell'Etiopia. Secondo un suo racconto, il suo padrone gli avrebbe ordinato di uccidere una pecora e di consegnargli la sua parte peggiore, al che Luqman macellò la pecora e consegnò al padrone il cuore e la lingua della pecora dicendo che "se queste parti sono buone, non c'è nulla di migliore di esse, mentre se sono cattive, non c'è nulla di peggiore di esse" così dimostrando la sua saggezza e sfuggendo al licenziamento.
Altre tradizioni lo identificano come un poeta e saggio del popolo dei BanūʿĀd che viveva in Al-Ahqaf, nell'attuale Yemen. La letteratura islamica è ricca di novelle che illustrano la sua saggezza, inclusi i suoi tentativi di conquistare una donna, e molti proverbi sono stati attribuiti a lui, come il detto secondo cui il successo nella vita consisterebbe nel fare discorsi veritieri, mantenere la parola data e lasciar perdere ciò che non ci riguarda. Secondo lo studioso al-Mas‘ūdī sarebbe identificato con l'architetto yemenita fondatore della diga di Marib.